# Burt McKinnie
Pour les articles homonymes, voir McKinnie.
Burt McKinnie, né le 17 janvier 1879 à Pleasanton, au Kansas, et mort le 22 novembre 1946 à Millville, est un golfeur américain. Il remporta une médaille d'argent en individuel et de bronze par équipes aux Jeux olympiques de 1904.